# Maristas Club Baloncesto
El Maristas Club Baloncesto o Maristas C. B. fue un club de baloncesto español de la ciudad de Valladolid (Castilla y León, España).

## Equipos
Su máxima representación se encuentra en la liga 1ª Nacional Masculina donde milita el Zarzuela Maristas en la temporada 2009/2011.
Además cuenta con varios equipos en todas las categorías desde Alevín hasta Junior, así como una escuela para niños desde 6 años hasta que alcanzan la categoría alevín a los 13 años.

## Miembros destacados
El Maristas Club Baloncesto es uno de los equipos con mayor tradición en la ciudad de Valladolid y de él han salido grandes jugadores y entrenadorees que han llegado a lo más alto del panorama del baloncesto.
Jugadores destacados:
- Gustavo de Teresa
- Fernando San Emeterio
- Sergio de la Fuente
- Iván Martínez Muñumer

Entrenadores:
- Pablo Alonso